# Prisonniers de guerre belges pendant la Seconde Guerre mondiale
Pour un article plus général, voir Prisonniers de guerre de la Seconde Guerre mondiale.

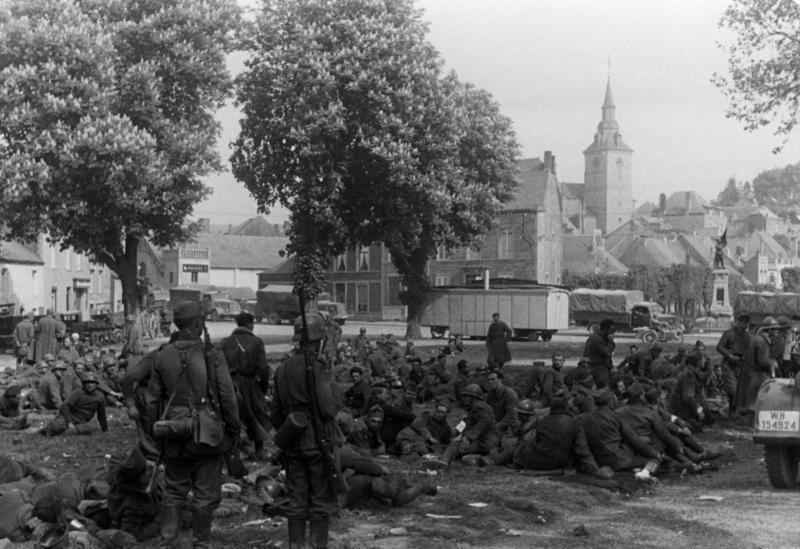
Soldats belges capturés sous la garde de soldats allemands à Couvin, en mai 1940

Pendant la Seconde Guerre mondiale, les prisonniers de guerre belges  étaient principalement des soldats belges capturés par les Allemands pendant et peu après la bataille de Belgique en mai 1940. 225 000 hommes, soit environ 30 % de l’armée de terre belge en 1940, furent déportés vers des camps de prisonniers de guerre en Allemagne. De grands rapatriements de prisonniers, en particulier de soldats d'origine flamande, vers la Belgique occupée eurent lieu en 1940 et 1941. Néanmoins, au moins 70 000 hommes restèrent en captivité jusqu'en 1945, et environ 1 800 moururent dans les camps allemands au cours de la guerre.

## Contexte

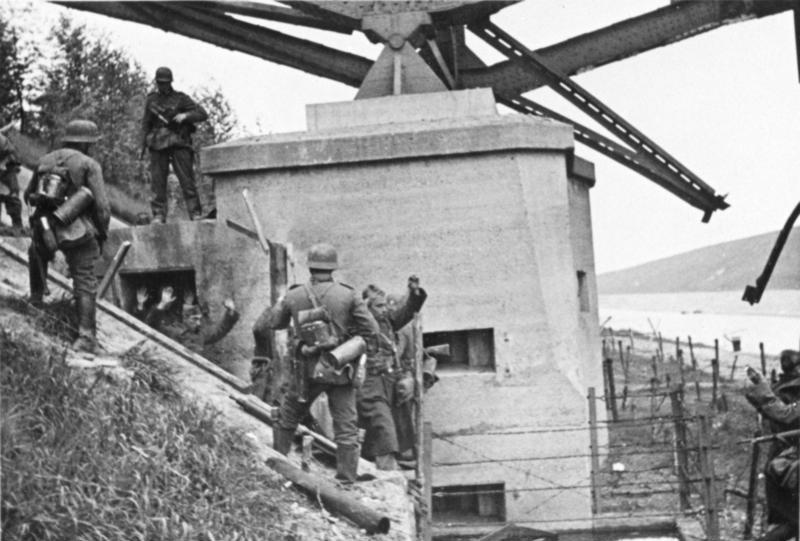
Soldats belges faits prisonniers par les Allemands sur le canal Albert

La participation belge à la Seconde Guerre mondiale débuta le 10 mai 1940, lorsque les forces allemandes envahirent la Belgique, qui avait suivi jusqu’alors une politique de neutralité. Après 18 jours de combats, la Belgique se rendit le 28 mai et fut placée sous occupation allemande. Pendant les combats, entre 600 000 et 650 000 hommes belges (soit près de 20 % de la population masculine du pays à l'époque) servirent dans l'armée. Le roi Léopold III, qui commandait l'armée en 1940, se rendit aux Allemands le 28 mai et resta prisonnier jusqu’à la fin de la guerre. Le gouvernement belge s’enfuit d'abord à Bordeaux en France, puis à Londres en Royaume-Uni où il forma un gouvernement officiel en exil en octobre 1940. En Belgique, une administration d'occupation, l'administration militaire de la Belgique et du Nord de la France, fut créé à Bruxelles pour administrer le territoire sous la juridiction de la Wehrmacht.

## Prisonniers de guerre belges

### Détention initiale
Pratiquement tous les soldats de l'armée belge furent capturés lors de l'offensive de mai 1940, de nombreux prisonniers furent officieusement libérés à la fin des hostilités ou se sont échappés de camps mal gardés en Belgique. Les prisonniers évadés qui retournaient chez eux furent rarement arrêtés par les Allemands, et il n'y eut aucune tentative systématique pour retrouver d'anciens soldats belges qui s’étaient évadés en 1940.

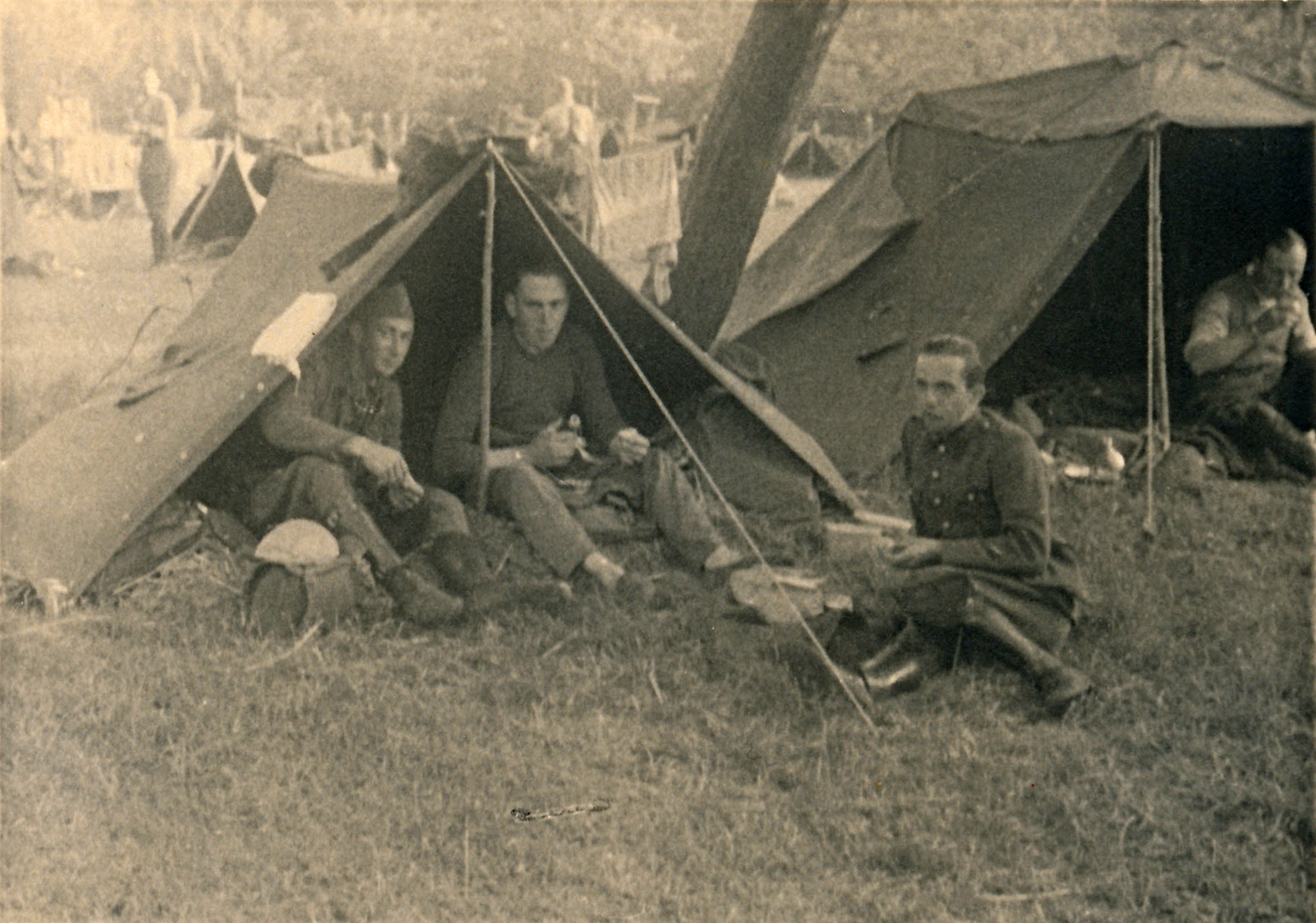
Camp provisoire des prisonniers de guerre belges à Ysendyck (Pays-Bas).

### Détention en Allemagne

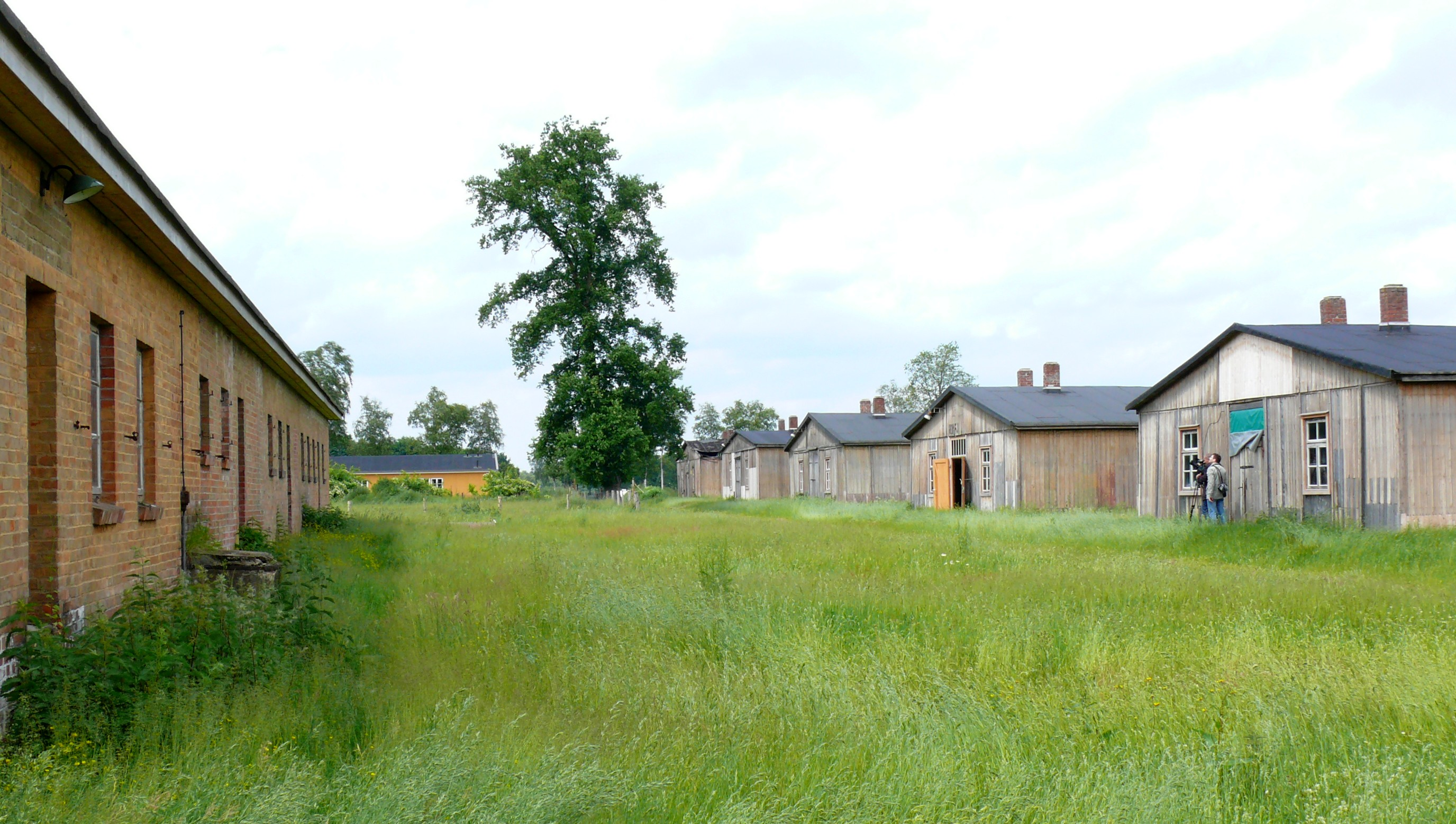
Vue d'une caserne au Stalag X-B à Sandbostel où 1700 Belges furent internés.

Peu de temps après la bataille de France, les soldats belges restants en captivité furent déportés dans des camps de prisonniers de guerre (Kriegsgefangenenlager) en Allemagne, en Autriche et en Pologne. Pour les Allemands, les prisonniers belges représentaient une source de main-d'œuvre bon marché qui pouvait être utilisée dans l'agriculture et les usines après la conscription de la plupart des travailleurs allemands. Les prisonniers belges furent à nouveau séparés par grade, les officiers étant envoyés dans des Oflags (abréviation d’Offizierslager) et les sous-officiers et les militaires du rang étant envoyé dans des Stalags (ou Stammlager).

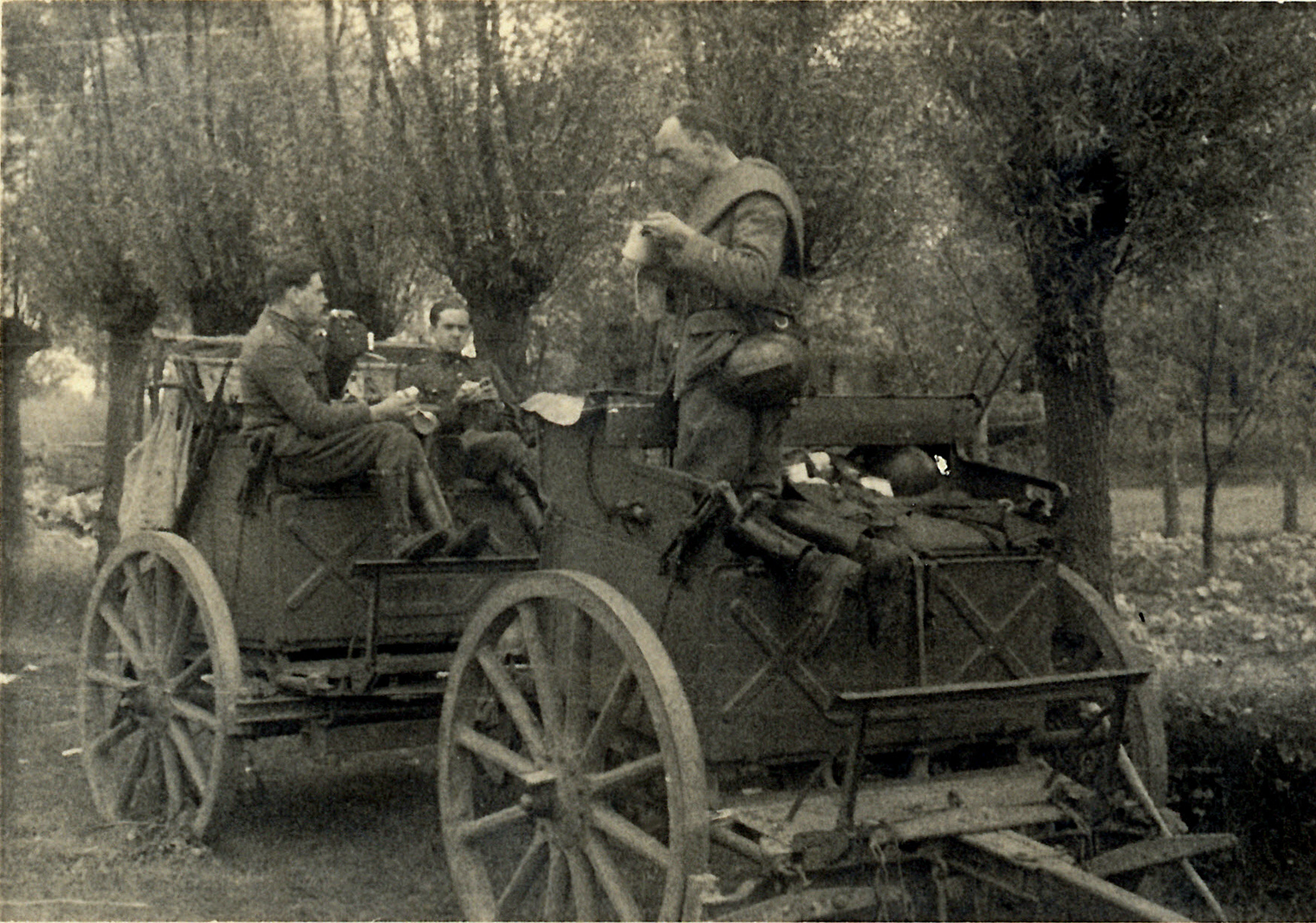
Artilleurs belges du régiment 26A internés fin mai début juin dans le camp provisoire des prisonniers de guerre à Ysendyck (Pays-Bas).

Environ 225 000 soldats, soit environ 30 % des mobilisés de 1939, furent déportés de cette façon.  La plupart de ces soldats faisaient partie de l'armée professionnelle d'avant-guerre, plutôt que des conscrits mobilisés en 1939.  La plupart des prisonniers (environ 145 000) étaient des Flamands, avec seulement 80 000 Wallons. Le nombre exact de prisonniers, cependant, n’est pas connu, et il y a une grande palette d'estimations. La plupart des prisonniers belges furent forcés de travailler dans les carrières ou dans l'agriculture. Les conditions de travail étaient variables, mais environ 2 000 moururent en captivité, la plupart de maladies et de manque de soins médicaux.
Peu à peu, de plus en plus prisonniers furent libérés, mais environ 64 000 soldats belges étaient encore en captivité, en 1945, dont seulement 2 000 Flamands. Selon les estimations compilées pour les procès de Nuremberg, 53 000 étaient toujours incarcérés en 1945 à la fin de la guerre, mais ce nombre aurait pu atteindre 70 000 prisonniers selon certaines estimations. Parmi les prisonniers libérés en 1945, un quart souffraient de maladies débilitantes, en particulier de la tuberculose.

## Conséquences en Belgique occupée
Le service postal en Belgique occupée émit des séries de timbres de bienfaisance à partir de septembre 1942,  « au profit des prisonniers de guerre» et en mai 1944, « au profit des prisonniers de guerre et de leur famille» .

## Libération et rapatriement

### Rapatriements et évasions
Initialement, l'Administration militaire de la Belgique et du Nord de la France considérait le maintien en détention de tous les prisonniers belges comme temporaires et non désiré. Tant Alexander von Falkenhausen, chef de l'administration militaire, qu'Eggert Reeder, responsable de l'administration militaire à Bruxelles, considéraient le maintien en détention et la ségrégation des prisonniers belges par leur groupe ethnique comme une source inutile de discorde et comme étant nuisible à l'ordre civil en Belgique. Le 15 juillet 1940, l'administration militaire annonça même la libération imminente de tous les prisonniers belges, bien que ce fût plus tard annoncé comme une erreur.  La détention des prisonniers qui travaillaient dans des emplois spécialisés dans la vie civile créa de nombreux problèmes en Belgique jusqu'à ce que tous les prisonniers, ayant dans le civil une profession spécialisée, furent relâchés.
Comme les Allemands ne recherchaient pas les prisonniers évadés une fois rentrés chez eux, les tentatives d’évasion devinrent relativement communes. Un total de 6 770 tentatives d'évasion des camps en Allemagne sont répertoriées.

### Flamenpolitik

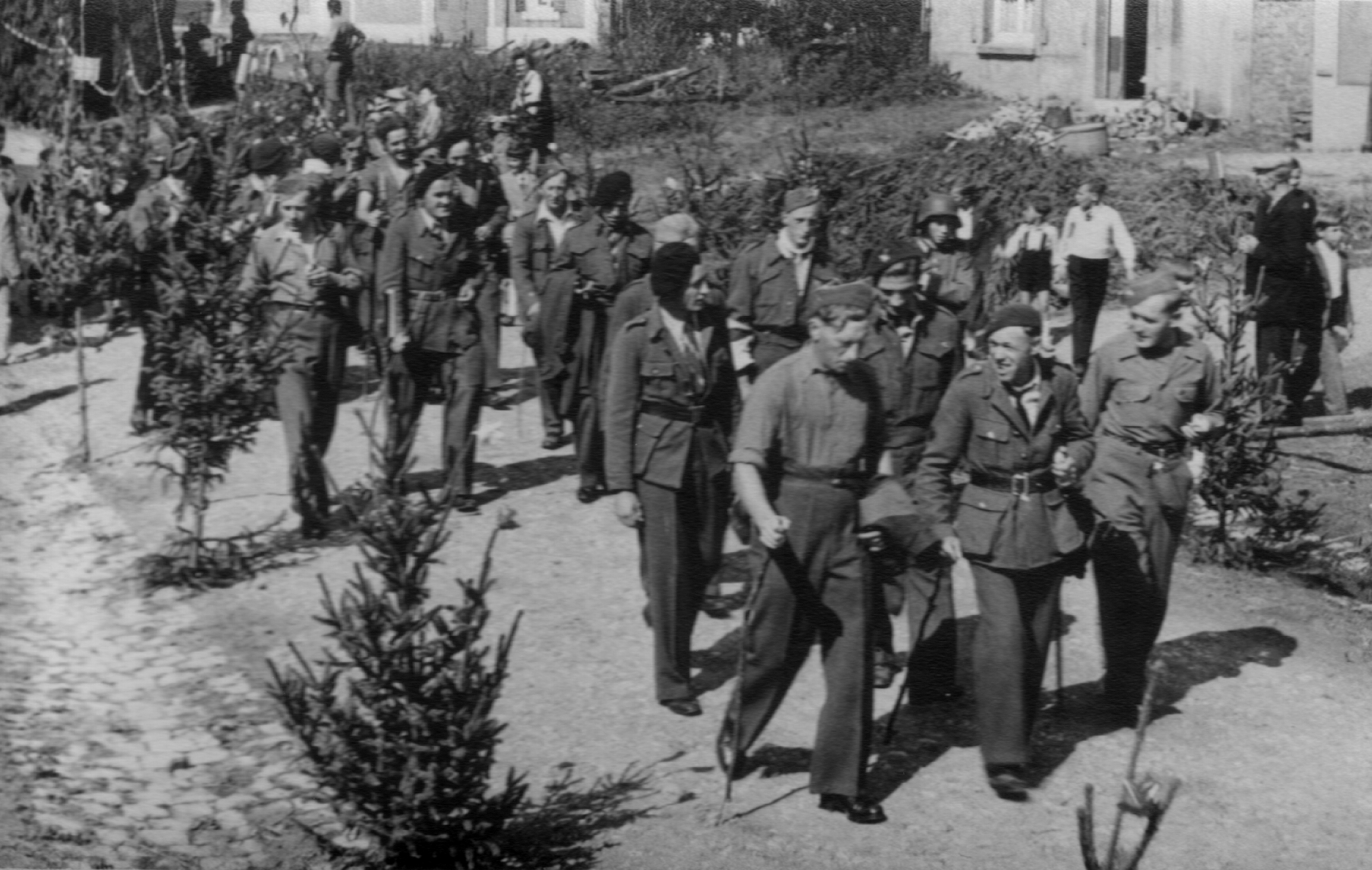
Rapatriement des prisonniers de guerre belges à Chiny, en 1945

Dès le début des détentions, le parti nazi et Adolf Hitler étaient directement impliqués dans la politique relative aux prisonniers de guerre belges.  Depuis le début de l'invasion, les soldats allemands avaient ordre de séparer les soldats flamands de leurs homologues wallons. La libération de tous les soldats flamands prisonniers fut ordonnée le 6 juin 1940, mais eut seulement un effet réel limité.
Le régime de faveur dont bénéficiaient les prisonniers de guerre flamands faisait partie de la Flamenpolitik (politique flamande). Cette politique avait une base raciale, puisque l'idéologie nazie faisait valoir que les Flamands étaient germaniques et donc faisaient partie d’une race supérieure aux Wallons. Cela avait aussi pour but d’encourager les Flamands à voir l'Allemagne sous un jour plus favorable, afin d’ouvrir la voie à leur intégration au sein des Grands Pays-Bas dans le Grand Reich germanique (Großgermanisches Reich). Les Allemands commencèrent effectivement le rapatriement des prisonniers de guerre flamands en août 1940. En février 1941, 105 833 soldats flamands avaient été rapatriés.

## Reconnaissance
165 000 soldats reçurent le brevet des prisonniers après la guerre, attestant leur statut continu d’anciens combattants pendant leur captivité. La Fédération nationale des anciens prisonniers de guerre (FNAPG) a particulièrement œuvré pour la reconnaissance de ce statut.
- médaille du prisonnier de guerre 1940-1945, créé en 1947.
- Croix du prisonnier politique 1940-1945, créé en 1947.